# Schotelgetal
Het schotelgetal (ook wel plaatgetal genoemd) verwijst naar het (effectief) aantal schotels in een destillatiekolom, zoals deze bijvoorbeeld in de petrochemische industrie gebruikt worden, maar kan ook worden toegepast op een GC- of HPLC-kolom.

## Destillatie
Afhankelijk van de vorm van het fasediagram van de oplossing die men tracht te zuiveren is maar een zekere graad van zuivering in één destillatiestap te bereiken. Een grotere zuivering kan bereikt worden door het proces te herhalen. Dit werd oorspronkelijk gedaan in een aantal op elkaar gestapelde schotels, maar ook andere opstellingen zijn mogelijk waarvan de efficiëntie uitgedrukt wordt in het theoretisch overeenkomstige aantal schotels. Het effectieve schotelgetal van Murphree kan berekend worden, maar daarvoor moet onder andere de intensiteit van turbulente menging in de opstelling bekend zijn. IJking door destillatie van een mengsel waarvan de eigenschappen goed bekend zijn is een betere oplossing.

## Chromatografie
Het begrip schotelgetal wordt metaforisch ook wel gebruikt om de efficiëntie van een chromatografische kolom weer te geven. Dit getal is afhankelijk van de kwaliteit van een kolom en de lengte van deze kolom.
Voor het schotelgetal wordt gebruikgemaakt van de schoteltheorie. Dit is een model om het mechanisme van migratie en scheiding van analyten in een kolom uit te leggen. Het model gaat ervan uit dat iedere opgeloste stof geleidelijk een aantal stappen ondergaat. In een vaste-fase chromatografie is dit een cyclus van adsorptie/resorptie. De continuïteit van deze stappen zorgen voor de migratie van de elementen op de kolom. Iedere stap staat voor een nieuwe toestand van het evenwicht van de gehele kolom.

## Uitleg
Er zijn twee type schotelgetallen: het theoretische en het effectieve. Het schotelgetal (N) wordt over het algemeen berekend met de volgende formule:
{\displaystyle N=5,54\cdot ({\frac {t_{r}}{W_{1/2}}})^{2}}
Hierbij is:
- W½ de breedte van de piek op halve hoogte
- tr de retentietijd.

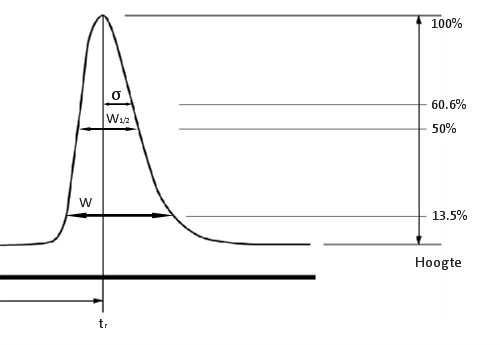
Piek met retentietijd, W, W_{1/2} en σ.

Hoe hoger N, hoe efficiënter de desbetreffende kolom is. Oftewel een kolom met een hoog schotelgetal heeft een goed scheidend vermogen. Het schotelgetal is afhankelijk van de lengte van een kolom.
Het schotelgetal wordt ook vaak aangeduid als schotelgetal per meter, hiervoor moet het schotelgetal uit bovenstaande formule simpelweg door de lengte van de kolom gedeeld worden. Hiermee krijg je een betere indicatie van de efficiëntie van een kolom aangezien deze werkelijke informatie geeft over enkel de efficiëntie en los staat van de lengte.

### Theoretische schotelgetal
Als de analyt door de kolom migreert, ontstaat er een constant groeiend gebied. Deze lineaire dispersie σ stijgt met de afstand van de migratie. Wanneer deze afstand de totale lengte van de kolom wordt, geldt:
{\displaystyle \sigma _{L}^{2}=H\cdot L}
Hierbij is:
- L de totale kolomlengte
- H de hoogte van de kolomschotels.

Als er op een chromatogram een elutie piek is met een temporele variatie σ{\displaystyle ^{2}}, dan kan de theoretische schotelgetal N voor een element bepaald worden met:
{\displaystyle N={\frac {L^{2}}{\sigma _{L}^{2}}}} of :{\displaystyle N={\frac {t_{r}^{2}}{\sigma ^{2}}}}
Hierbij is:
- σ de helft van de breedte van de piek op 60,6% van de hoogte van de piek
- tr de totale retentietijd van het element.

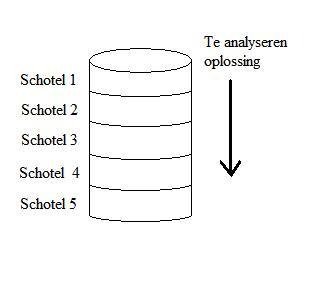
Theoretische schotels

Als σ uitgedrukt is in volume-units, dan is 4σ gelijk aan het volume van de piek, wat ongeveer 95% van de geïnjecteerde stof bevat. Uit de eigenschappen van de Gausskromme (w = 4σ en w½ = 2,35σ) volgt:
{\displaystyle N=16\cdot ({\frac {t_{r}^{2}}{W^{2}}})}
{\displaystyle N=5,54\cdot ({\frac {t_{r}^{2}}{W_{1/2}^{2}}})}
Hierbij is
- N een relatieve parameter, aangezien N afhankelijk is van de gekozen oplossing en de omstandigheden waarbij gemeten wordt.

### Effectief schotelgetal
Om de resultaten van verschillende kolommen bij eenzelfde gegeven stof te vergelijken, worden er meer realistische waarden verkregen door de totale retentietijd tr te vervangen door een vastgestelde retentietijd t’r. Hierbij wordt het effectieve schotelgetal verkregen door de formules:
{\displaystyle N_{eff}={\frac {{t_{r}^{'}}^{2}}{\sigma ^{2}}}}
{\displaystyle N_{eff}=16\cdot ({\frac {{t_{r}^{'}}^{2}}{W^{2}}})}
{\displaystyle N_{eff}=5,54\cdot ({\frac {{t_{r}^{'}}^{2}}{W_{1/2}^{2}}})}

## Schotelhoogte
Er wordt ook gebruikgemaakt van schotelhoogte om de efficiëntie van een kolom aan te duiden. Er is een optimale elutiesnelheid die correspondeert met een minimale schotelhoogte, dit wordt weergegeven in de van Deemtervergelijking. De schotelhoogte wordt enkel bepaald door de efficiëntie van de kolom. Hiermee kan de massa van een analyt, die tussen de mobiele fase en de stationaire fase verdeeld wordt, bepaald worden bij een gegeven schotel van een gegeven lengte. Dit is de height equivalent to a theoretical plate (Nederlands: Hoogte-equivalent van een theoretische plaat/schotel, HETP of simpelweg H).
{\displaystyle H={\frac {L}{N}}}
Tussen de schotels in de kolom ontstaan evenwichten. De opeenvolgende evenwichten zijn de basis van de schoteltheorie, waarbij een kolom van lengte L horizontaal verdeeld is in N denkbeeldige smalle schotelvormige schijven van dezelfde hoogte H, die genummerd zijn van 1 tot n. De hoogte H gedraagt zich niet als een constante, de waarde is afhankelijk van de gekozen oplossing en de experimentele omstandigheden

## Referentie
- Chemical analysis: Modern instrumentation method and techniques – Francis Rouessac and Annick Rouessac, 2nd edition, uitgever: Wiley, ISBN 978-0-470-85903-2